# Itsaso (prénom)
Pour les articles homonymes, voir Itsaso (homonymie).
Itsaso est un prénom féminin basque qui signifie « mer ».